# Trophocosta argyrosperma
Trophocosta argyrosperma är en fjärilsart som beskrevs av Diakonoff 1953. Trophocosta argyrosperma ingår i släktet Trophocosta och familjen vecklare. Inga underarter finns listade i Catalogue of Life.